# 墨瑞·史瓦茲
墨瑞·史瓦茲（Morrie Schwartz，1916年12月20日—1995年11月4日），美國布蘭戴斯大學社會學教授，也是一位作家，因罹患肌萎縮性脊髓側索硬化症（ALS）而逝世。美國作家米奇·艾爾邦1997年出版的著名長篇小說《最後14堂星期二的課》，就是根據墨瑞·史瓦茲的故事而改編，及後更被改編為電影。

## 家庭
墨瑞的父親，查理·史瓦茲是一個俄羅斯移民，他離開俄羅斯以避開兵役。母親在墨瑞八歲時死去。他父親再娶了一個羅馬尼亞裔女子，叫做伊娃，成為了墨瑞的後母。墨瑞有一個弟弟叫做大衛，他在幼年時患上了小兒麻痺症。墨瑞的整個家庭都是猶太人。
成年後，墨瑞娶了一個叫夏洛特的女人，並有兩個兒子，叫做羅布和約翰·史瓦茲。

## 最後14堂星期二的課
最後14堂星期二的課是一本關於墨瑞和他前學生米奇·艾爾邦的書。米奇在看到墨瑞在夜線節目上受泰德·科佩爾訪問後，開始逢星期二從底特律飛到墨瑞在新英格蘭的家去探望他。米奇發現墨瑞患了葛雷克氏症，一種終端神經系統疾病。在約十四次探訪後，墨瑞死於葛雷克氏症導致的呼吸困難。《最後14堂星期二的課》充滿了墨瑞臨終前傳授給他的智慧和道理。

## 著作
- 與Alfred H. Stanton: The Mental Hospital: A Study of Institutional Participation in Psychiatric Illness and Treatment. Basic Books 1950, ISBN 978-1-59147-617-7 (2009 edition)
- 與Charlotte Green Schwartz: Social Approaches to Mental Patient Care. Columbia University Press 1964
- 與 Emmy Lanning Shockley: The Nurse and the Mental Patient: a Study in Interpersonal Relations. Wiley 1966, ISBN 978-0-471-76610-0
- Letting Go: Morrie's Reflections on Living While Dying. Walker & Company 1996, ISBN 978-0-8027-1315-5